# Chiromantis laevis
Chiromantis laevis är en groddjursart som först beskrevs av Smith 1924.  Chiromantis laevis ingår i släktet Chiromantis och familjen trädgrodor. IUCN kategoriserar arten globalt som otillräckligt studerad. Inga underarter finns listade i Catalogue of Life.